# Infección de transmisión vertical
Una infección de transmisión vertical es una infección causada por patógenos (como bacterias y virus) que utilizan la transmisión de madre a hijo, es decir, la transmisión directa de la madre a un embrión, feto o bebé durante el embarazo o el parto. Puede ocurrir cuando la madre tiene una enfermedad preexistente o se infecta durante el embarazo. Las deficiencias nutricionales pueden exacerbar los riesgos de infecciones perinatales.

## Tipos de infecciones
Las bacterias, los virus y otros organismos pueden transmitirse de madre a hijo. Varias infecciones de transmisión vertical se incluyen en el complejo TORCH:
1. T - toxoplasmosis por Toxoplasma gondii
2. O - otras infecciones (ver más abajo)
3. R - rubéola
4. C - citomegalovirus
5. H - virus del herpes simple-2 o herpes simple neonatal

Otras infecciones incluyen:
- Parvovirus B19[2]
- Virus Coxsackie[3]
- Varicela (causada por el virus varicela zóster)[4]
- Clamidia[5]
- VIH[6][7]

- Virus linfotrópico T humano[8]
- Sífilis[9]
- La fiebre del Zika, causada por el virus del Zika, puede provocar microcefalia y otros defectos cerebrales en el niño.[10]

La hepatitis B también se puede clasificar como una infección de transmisión vertical. El virus de la hepatitis B es grande y no atraviesa la placenta. Por lo tanto, no puede infectar al feto a menos que se hayan producido rupturas en la barrera materno-fetal, pero tales rupturas pueden ocurrir en el sangrado durante el parto o la amniocentesis.
Originalmente, se consideró que el complejo TORCH constaba de las cuatro condiciones mencionadas anteriormente, con el "TO" refiriéndose a Toxoplasma. La forma de cuatro términos todavía se usa en muchas referencias modernas, y la capitalización "ToRCH" se usa a veces en estos contextos. El acrónimo también se ha incluido como TORCHES, para TOxoplasmosis, Rubéola, Citomegalovirus, HErpes simplex y Sífilis. 
Ford-Jones y Kellner propusieron una nueva expansión de este acrónimo, CHEAPTORCHES:
- C - varicela y herpes zóster
- H - hepatitis, C[16] (D), E
- E - enterovirus
- A - SIDA (infección por VIH)
- P - parvovirus B19 (produce hidropesía fetal secundaria a anemia aplásica)
- T - toxoplasmosis
- O - otros (estreptococos del grupo B, Listeria, Candida y enfermedad de Lyme)
- R - rubéola
- C - citomegalovirus
- H - herpes simple
- E - todos los demás de transmisión sexual (gonorrea, infección por clamidia, Ureaplasma urealyticum y virus del papiloma humano)
- S - sífilis

## Signos y síntomas
Los signos y síntomas de una infección de transmisión vertical dependen del patógeno individual. En la madre, puede causar signos sutiles, como una enfermedad similar a la influenza, o posiblemente ningún síntoma. En tales casos, los efectos pueden verse primero al nacer.
Los síntomas de una infección de transmisión vertical pueden incluir fiebre y síntomas similares a los de la gripe. El recién nacido suele ser pequeño para la edad gestacional. Puede presentarse una erupción petequial en la piel, con pequeñas manchas rojizas o violáceas debido al sangrado de los capilares debajo de la piel. El hígado y el bazo agrandados (hepatoesplenomegalia) son comunes, al igual que la ictericia. Sin embargo, la ictericia es menos frecuente en la hepatitis B porque el sistema inmunitario de un recién nacido no está lo suficientemente desarrollado para generar una respuesta contra las células del hígado, como normalmente sería la causa de la ictericia en un niño mayor o un adulto. La discapacidad auditiva, los problemas oculares, el retraso mental, el autismo y la muerte pueden ser causados por infecciones de transmisión vertical. 
Las condiciones genéticas del síndrome de Aicardi-Goutieres posiblemente estén presentes de manera similar.

## Rutas causales
Las principales vías de transmisión de las infecciones de transmisión vertical son a través de la placenta (transplacentaria) y a través del aparato reproductor femenino durante el parto. La transmisión también es posible por rupturas en la barrera materno-fetal como por amniocentesis o trauma mayor.

### Transplacentario
El embrión y el feto tienen poca o ninguna función inmunológica. Dependen de la función inmunológica de su madre. Varios patógenos pueden atravesar la placenta y causar una infección perinatal. A menudo, los microorganismos que producen enfermedades menores en la madre son muy peligrosos para el embrión o el feto en desarrollo. Esto puede resultar en un aborto espontáneo o en trastornos importantes del desarrollo. Para muchas infecciones, el bebé corre más riesgo en determinadas etapas del embarazo. Los problemas relacionados con la infección perinatal no siempre se notan directamente. 
Además de infectar al feto, los patógenos transplacentarios pueden causar placentitis (inflamación de la placenta) y/o corioamnionitis (inflamación de las membranas fetales). 

### Durante el parto
Los recién nacidos también pueden ser infectados por sus madres durante el parto. Algunos agentes infecciosos pueden transmitirse al embrión o al feto en el útero, mientras pasan por el canal del parto o incluso poco después del nacimiento. La distinción es importante porque cuando la transmisión es principalmente durante o después del nacimiento, la intervención médica puede ayudar a prevenir infecciones en el bebé. Durante el nacimiento, los bebés están expuestos a la sangre materna, fluidos corporales y al tracto genital materno sin que intervenga la barrera placentaria. Debido a esto, los microorganismos transmitidos por la sangre (hepatitis B, VIH), los organismos asociados con enfermedades de transmisión sexual (por ejemplo, Neisseria gonorrhoeae y Chlamydia trachomatis) y la fauna normal del tracto genitourinario (por ejemplo, Candida albicans) se encuentran entre los que se observan comúnmente en infección de los recién nacidos. 

## Fisiopatología

### Virulencia versus simbiosis
En el espectro de virulencia óptima, la transmisión vertical tiende a desarrollar una simbiosis benigna, por lo que es un concepto crítico para la medicina evolutiva. Debido a que la capacidad de un patógeno para pasar de madre a hijo depende significativamente de la capacidad de reproducción del huésped, la transmisibilidad de los patógenos tiende a estar inversamente relacionada con su virulencia. En otras palabras, a medida que los patógenos se vuelven más dañinos y, por lo tanto, disminuyen la tasa de reproducción de su organismo huésped, es menos probable que se transmitan a la descendencia de los huéspedes, ya que tendrán menos descendencia.
Aunque el VIH a veces se transmite a través de la transmisión perinatal, su virulencia puede explicarse debido a que su principal modo de transmisión no es vertical. Además, la medicina ha disminuido aún más la frecuencia de transmisión vertical del VIH. La incidencia de casos de VIH perinatal en los Estados Unidos ha disminuido como resultado de la implementación de recomendaciones sobre asesoramiento sobre VIH y prácticas de pruebas voluntarias y el uso de la terapia con zidovudina por parte de los proveedores para reducir la transmisión perinatal del VIH.
Sin embargo, el precio pagado en la evolución de la simbiosis es alto: durante muchas generaciones, casi todos los casos de transmisión vertical continúan siendo patológicos, en particular si existen otras vías de transmisión. Se necesitan muchas generaciones de mutaciones y selecciones aleatorias para desarrollar la simbiosis. Durante este tiempo, la gran mayoría de los casos de transmisión vertical exhiben la virulencia inicial.
En la teoría de la herencia dual, la transmisión vertical se refiere a la transmisión de rasgos culturales de padres a hijos.

## Diagnóstico
Cuando el examen físico del recién nacido muestra signos de una infección de transmisión vertical, el examinador puede analizar sangre, orina y líquido cefalorraquídeo en busca de evidencia de las infecciones mencionadas anteriormente. El diagnóstico puede confirmarse mediante cultivo de uno de los patógenos específicos o mediante niveles elevados de IgM contra el patógeno.

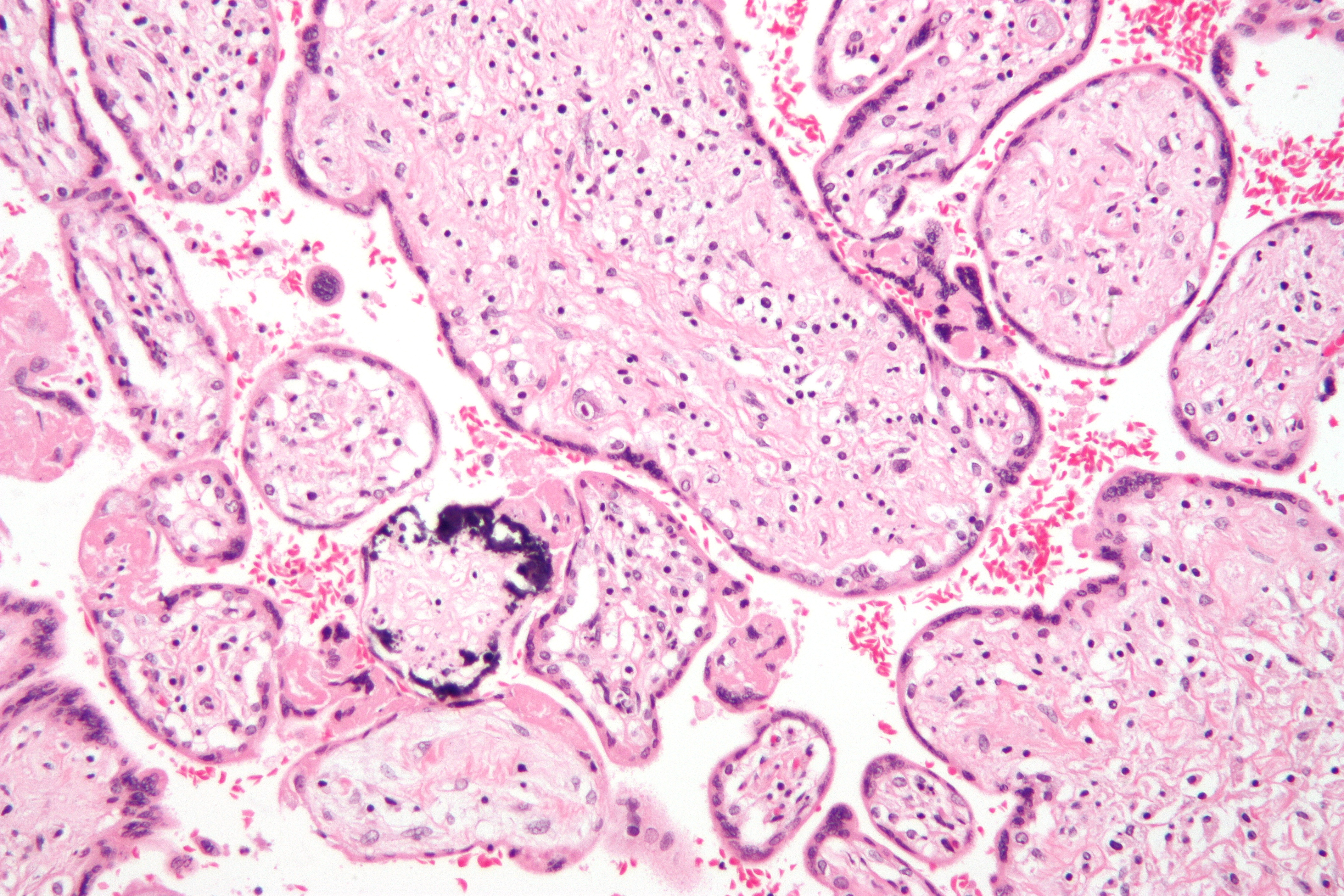
Placentitis por citomegalovirus (CMV)
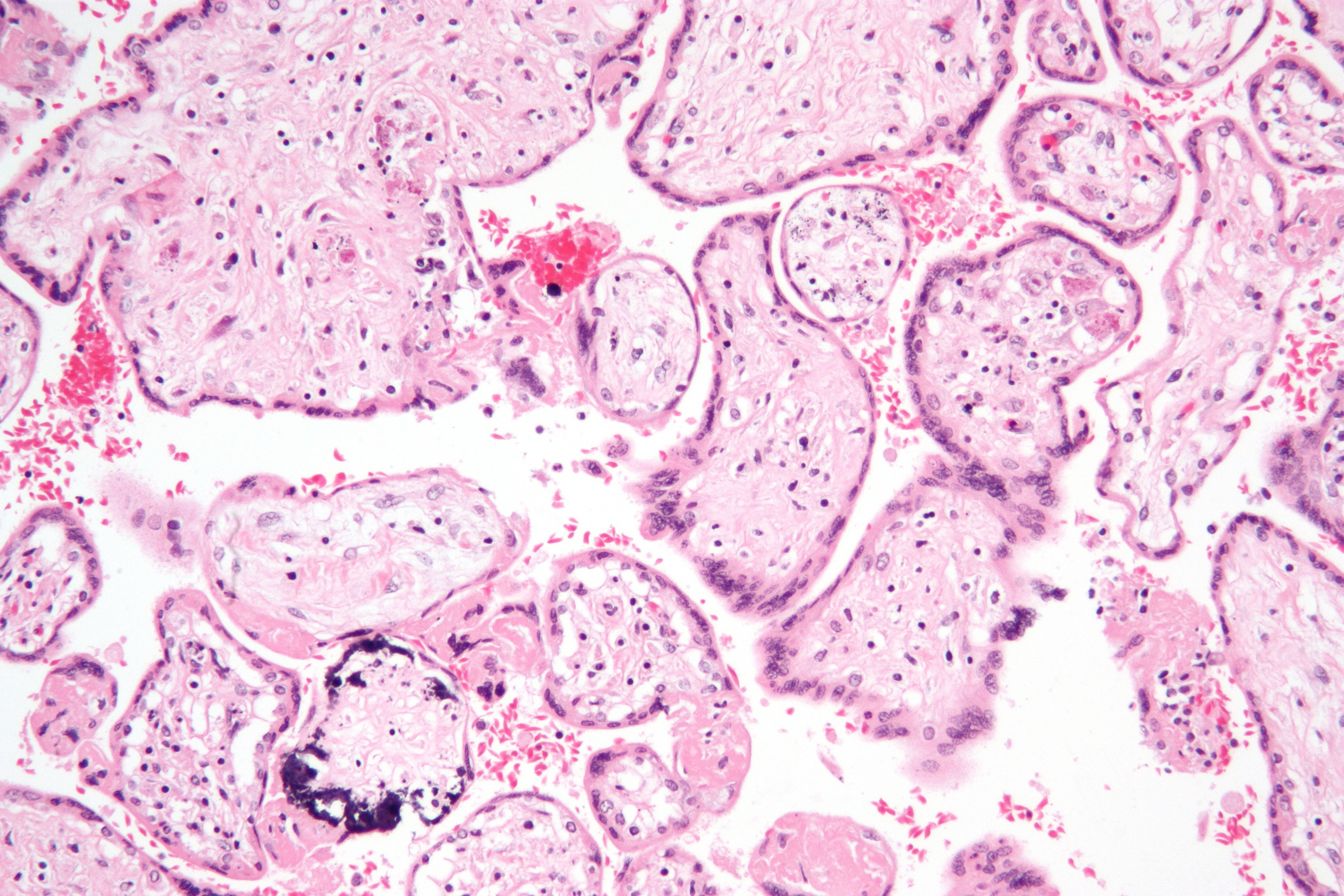
Placentitis por citomegalovirus (CMV)

### Clasificación
Una infección de transmisión vertical puede denominarse infección perinatal si se transmite en el período perinatal, que comienza a edades gestacionales entre las 22 y las 28 semanas (con variaciones regionales en la definición) y finaliza siete días completos después del nacimiento. .
El término infección congénita se puede utilizar si la infección de transmisión vertical persiste después del parto. 

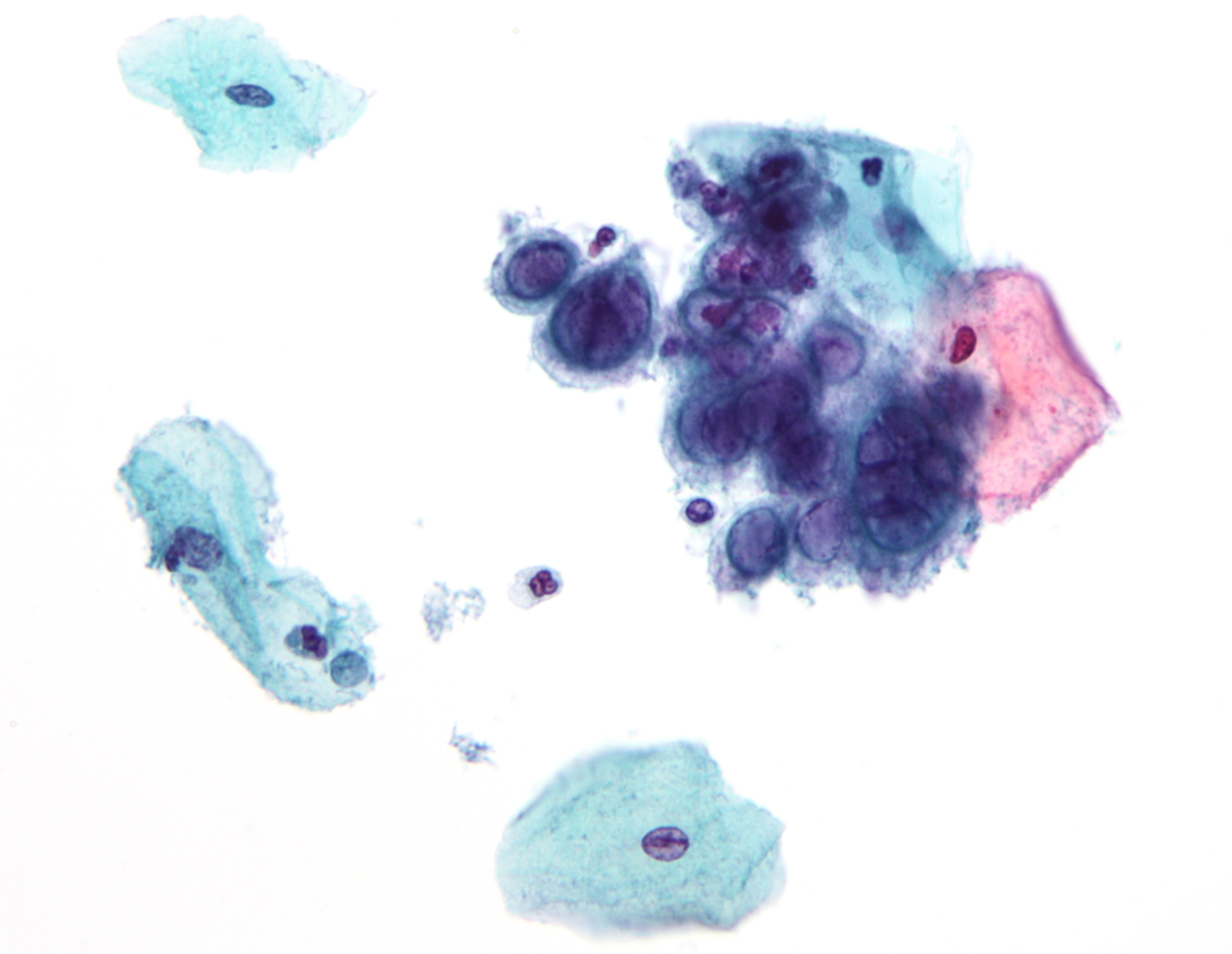
Micrografía de una prueba de Papanicolaou que muestra cambios (parte superior derecha de la imagen) asociados con el virus del herpes simple, una infección de transmisión vertical

Algunas infecciones de transmisión vertical, como la toxoplasmosis y la sífilis, pueden tratarse eficazmente con antibióticos si se diagnostica a la madre en las primeras etapas del embarazo. Muchas infecciones virales de transmisión vertical no tienen tratamiento efectivo, pero algunas, en particular la rubéola y la varicela-zóster, pueden prevenirse vacunando a la madre antes del embarazo. 
Las mujeres embarazadas que viven en áreas endémicas de malaria son candidatas para la profilaxis de la malaria. Mejora clínicamente la anemia y parasitemia de las gestantes, y el peso al nacer de sus hijos.
Si la madre tiene herpes simplex activo (como lo puede sugerir una prueba de Papanicolaou), el parto por cesárea puede evitar que el recién nacido entre en contacto y, en consecuencia, se infecte con este virus. 
El anticuerpo IgG2 puede desempeñar un papel crucial en la prevención de infecciones intrauterinas y se está realizando una amplia investigación para desarrollar terapias basadas en IgG2 para el tratamiento y la vacunación.

## Pronóstico
Cada tipo de infección de transmisión vertical tiene un pronóstico diferente. La etapa del embarazo en el momento de la infección también puede cambiar el efecto sobre el recién nacido. 